# Enicospilus cerebrator
Enicospilus cerebrator är en stekelart som beskrevs av Aubert 1966. Enicospilus cerebrator ingår i släktet Enicospilus och familjen brokparasitsteklar. Inga underarter finns listade i Catalogue of Life.